# Pan-Assay Interference Compounds

Darstellung der unspezifischen Reaktion von PAINS. Während in Grün ein Wirkstoff ausschließlich mit dem Targetmolekül B interagiert, reagieren PAINS mit allen drei Targets.

Unter den Pan-Assay Interference Compounds (PAINS) versteht man chemische Verbindungen, die bei der Suche nach potentiellen Wirkstoffen mittels Hochdurchsatz-Screenings fälschlicherweise als aktive Substanzen erscheinen und damit falschpositive Ergebnisse liefern. Sie reagieren in verschiedenen Assays unspezifisch mit einer Vielzahl biologischer Targets („Pan-Assay“) und lösen damit Reaktionen aus, die als positive Effekte fehlinterpretiert werden.
Zu den PAINS zählen z. B. Curcumin, Toxoflavin, Epigallocatechingallat, Genistein oder Resveratrol, die unspezifischen Reaktionen gehen auf darin enthaltene spezielle funktionelle Gruppen zurück.
Viele Ergebnisse z. B. aus Zellkulturstudien sind daher mit Vorsicht zu genießen. Werden die PAINS-verursachenden funktionellen Gruppen nicht erkannt, kann viel Geld und Zeit bei der Optimierung der Aktivität einer vermeintlich vielversprechenden Substanz verschwendet werden (Drug Design).